# Ameghiniana
Die Zeitschrift Ameghiniana ist eine paläontologische Fachzeitschrift, die von der argentinischen Asociación Paleontológica Argentina herausgegeben wird. Sie publiziert peer-reviewte Artikel der originären Forschung und will sämtliche Aspekte der Paläontologie abdecken. Sie erscheint seit 2013 sechs Mal pro Jahr.
Die Zeitschrift wird seit 1957 veröffentlicht und ist nach dem argentinischen Naturforscher und Paläontologen Florentino Ameghino benannt.

## Belege
1. ↑  Ameghiniana. In: apaleontologica.org.ar. Abgerufen am 15. Oktober 2023 (spanisch): „2022 Journal Impact Factor (Clarivate Analytics, updated July 2023).“
2. ↑  Ameghiniana. Asociación Paleontológica Argentina, abgerufen am 13. Oktober 2016 (spanisch).
3. ↑  Archives. In: ameghiniana.org.ar. Abgerufen am 1. Februar 2020 (spanisch).
4. ↑  Asociación Paleontológica Argentina. Acerca de la Asociación Paleontológica Argentina. Quiénes somos. Asociación Paleontológica Argentina, abgerufen am 13. Oktober 2016 (spanisch).